# Fundanii

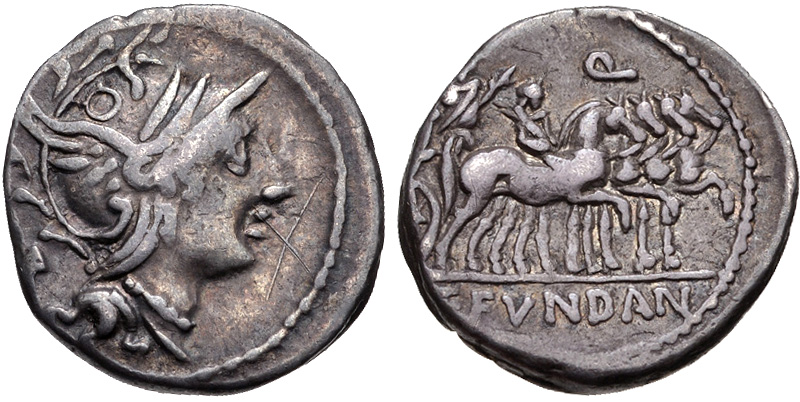
Denier de Caius Fundanius, -101. L'avers représente la tête de Roma, tandis que le revers représente Marius en triomphateur sur un char; le jeune homme à cheval est probablement son fils. Marius a reçu ce triomphe pour sa victoire sur les Teutons.

La gens Fundania était une famille plébéienne de la Rome antique, qui apparaît pour la première fois dans l'histoire dans la seconde moitié du IIIe siècle av. J.-C.. Bien que les membres de cette gens soient présents bien avant l'époque impériale et que Caius Fundanius Fundulus ait obtenu le consulat en -243, les Fundanii n'ont jamais fait partie des familles les plus importantes de l'État romain.

## Origine
Le nomen Fundanius est dérivé du cognomen Fundanus, désignant à l'origine un résident de Fundi, une ville du sud du Latium, qui a obtenu suffragio civitas sine à la fin de la guerre latine en -338. Les ancêtres des Fundanii sont probablement venus de Fundi à Rome, peut-être peu après la fin de la guerre latine.

## Branches et cognomen
Le seul cognomen utilisé par les Fundanii sous la République est Fundulus, une saucisse, appartenant à une large classe de noms dérivés de noms d'objets et d'animaux familiers,. Lamia, cognomen de Lucius Fundanius Aelianus, consul en 116, a été hérité de la gens Aelia, où c'était un cognomen régulier.

## Membres

### Sous la République

#### Fundanii Funduli
- Quintus Fundanius, (v.-330 - ?)[b 1];
  - Caius Fundanius Fundulus, (v.-305 - ?);
    - Caius Fundanius Fundulus, (v.-285 - ap.-243), édile plébéien en -246, Consul en -243[a 1],[a 2],[a 3].
      - ? Marcus Fundanius Fundulus, (v.-250 - ap.-213), édile plébéien en -213, avec son collègue Lucius Villius Tappulus, accusèrent certaines matrones romaines devant les comices tributa de vie désordonnée et obtinrent leur bannissement[a 4].

#### Autres
- Marcus Fundanius, tribun de la plèbe en 195 av. J.-C., avec son collègue Lucius Valerius, proposa l'abolition de la lex Oppia, une loi somptuaire restreignant la tenue vestimentaire et les manières des femmes romaines. Ils furent combattus par les tribuns Marcus et Publius Junius Brutus, et par le consul Marcus Porcius Cato, mais furent vigoureusement soutenus par les matrones romaines et par l'autre consul, Lucius Valerius Flaccus ; et la loi a été abrogée[a 5].
- Gaius Fundanius, questeur en -101. Il a frappé des pièces de monnaie au cours de sa magistrature, qui montrent son soutien à Gaius Marius. Il fut le premier argentier à représenter un Romain vivant sur des pièces de monnaie[5].
- Gaius Fundanius C. f., beau-père de Marcus Terentius Varro, dans le dialogue duquel il apparaît comme l'un des orateurs De Re Rustica . D'après la description de Varro, il apparaît que Fundanius était un érudit qui connaissait au moins les statistiques de l'agriculture. Varro le cite également dans l'un de ses traités philologiques. Il fut probablement sénateur en 81 et tribun de la plèbe en 68[a 6],[6],[7],[8],[9].
- Fundania C.f. C. n., l'épouse de Varro, avait acheté un domaine et Varro composa ses trois livres, De Re Rustica, comme manuel pour son instruction sur sa gestion. Le premier livre, De Agricultura, lui est dédié[a 7].
- Marcus Fundanius, défendu par Cicéron en 65 av. J.-C. Les fragments du discours de Cicéron ne permettent de comprendre ni la nature de l'accusation ni l'issue du procès. Le frère de Cicéron, Quintus, a écrit que Fundanius serait utile à Cicéron lors de sa prochaine élection au consulat. Il s'agit peut-être du même Fundanius mentionné par Quintus lorsqu'il était proconsul d'Asie en 59[a 8],[a 9].
- Gaius Fundanius (M. f.), un ami de Cicéron ; peut-être le même que l'eques Gaius Fundanius, qui a déserté Cnaeus Pompeius quelques jours avant la bataille d'Ategua et s'est rendu à César en 45 av. J.-C.[a 10],[a 11].

### Sous le Principat
- (Lucius Fundanius), (v.55 - ?);
  - Lucius Fundanius Lamia Aelianus, (v.83 - 132/6), consul en 116, proconsul d'Asie en 131[b 2],[b 3],[10],[11];
    - Fundania, (v.105 - ?), épouse de Marcus Annius Libo[a 12];
    - Lucius Plautius Lamia Silvanus, (v.110 - ap.145), consul suffect en 145;
    - ? Tiberius (Fundanius), (v. 110/5 - ?);
      - Fundania Faustina, (v. 140 - ?)

#### Autres
- Marcus Fundanius, connu grâce aux jetons en plomb qu'il a frappés en Espagne au premier siècle av. J.-C.[12].
- Gaius Fundanius, auteur de comédies à l'époque d'Auguste. Horace loue sa gestion des esclaves et des intrigants du drame comique[a 13].